# Новицкий, Евгений Гаврилович
Евгений Гаврилович Новицкий (02 (15) августа 1912 — 11 октября 1997) — советский лётчик штурмовой авиации Военно-морского флота во время Великой Отечественной войны, Герой Советского Союза (6.03.1945). Гвардии капитан (14.08.1942).

## Биография
Родился в деревне Коптевичи (современный Чашникский район Витебской области, Белоруссия). Окончил 7 классов школы № 1 в Чашниках. С 1929 года жил в Москве, работал помощником печатника в типографии. Затем окончил Центральную лётно-техническую школу Осоавиахима в Москве, в 1933 году — Николаевскую школу морских лётчиков Осоавиахима, получив квалификацию инструктора-парашютиста и инструктора-лётчика. Работал на лётных должностях в аэроклубах Осоавиахима в Николаеве, Сталинграде, Москве, Ленинграде. С 1939 года работал в лесной авиации в Ленинградской области.
В 1939 году вступил в ВКП(б).
Сразу после начала Великой Отечественной войны Евгений Новицкий, проживавший в то время в Ленинграде, был мобилизован в Красную Армию и зачислен младшим командиром в 546-й стрелковый полк 191-й стрелковой дивизии. Но уже 12 июля его вернули с позиций (дивизия в то время оборудовала оборонительный рубеж по реке Нарве, но в бой ещё не вступила) и, как имеющего авиационное образование, отправили в военно-морскую авиацию.  
С июля 1941 года — в Военно-Морском Флоте. С июля 1941 года воевал пилотом 8-й бомбардировочной авиационной бригады в ВВС Балтийского флота. В октябре 1941 года переведён командиром звена в 57-й скоростной бомбардировочный авиационный полк, где освоил штурмовик Ил-2.  В рядах этого полка прошёл весь дальнейший боевой путь, в том числе и когда полк был преобразован в 57-й пикировочно-штурмовой авиаполк (1942), и когда 1 марта 1943 года приказом Наркома ВМФ СССР № 79 за мужество и героизм, проявленные в боях со врагом, полк получил гвардейское звание и был преобразован в 7-й гвардейский штурмовой авиационный полк ВВС Балтийского флота. Участвовал в обороне Ленинграда, в Прибалтике, Восточной Пруссии, Германии. 
20 июля 1942 года во время штурмовки немецкой линии обороны на участке Лигово —— Урицк в кабину его самолёта попал зенитный снаряд. Лётчик получил 4 тяжёлых ранения, в том числе в руку, плечо и правый глаз, но привёл самолёт на аэродром и посадил его. Из кабины его достали уже без сознания. После 6-ти месячного лечения в госпитале вернулся в свой полк и добился разрешения к полётам, не взирая на то, что правый глаз полностью ослеп. Был назначен на должность начальника парашютно-десантной службы полка. Летал на У-2 (вызывался на полёты на разведку, на связь, на розыск и спасение экипажей подбитых самолётов и другие), но при этом сумел совершить ещё 11 боевых вылетов на Ил-2.
К сентябрю 1943 года выполнил 61 боевой вылет на штурмовике Ил-2. Уничтожил и повредил 4 транспорта, 6 катеров, канонерскую лодку, 32 танка, 4 полевых орудия, 27 зенитных орудий, 10 зенитных пулемётов, 1 паровоз, 12 железнодорожных вагонов, до 200 человек живой силы врага. Тогда же за эти подвиги был представлен к званию Героя Советского Союза. Но награждение состоялось спустя полтора года.
Указом Президиума Верховного Совета СССР от 6 марта 1945 года «за образцовое выполнение боевых заданий командования на фронте борьбы с немецко-фашистскими захватчиками и проявленные при этом отвагу и геройство» гвардии капитану  Новицкому Евгению Гавриловичу присвоено звание Героя Советского Союза с вручением ордена Ленина и медали «Золотая Звезда».
К Победе Е. Г. Новицкий выполнил 72 боевых вылета на самолёте Ил-2 и 500 на самолёте У-2. 
Демобилизован по состоянию здоровья в июле 1946 года. Жил в Ленинграде (с 1990 Санкт-Петербург). Работал начальником лесоохранной экспедиции треста лесной авиации, начальником экспедиции Ленинградского авиаотряда лесной аэрофотосъемки, заместителем начальника лётно-съемочного отдела и секретарём парткома института «Гипролестранс» Министерства лесной промышленности .

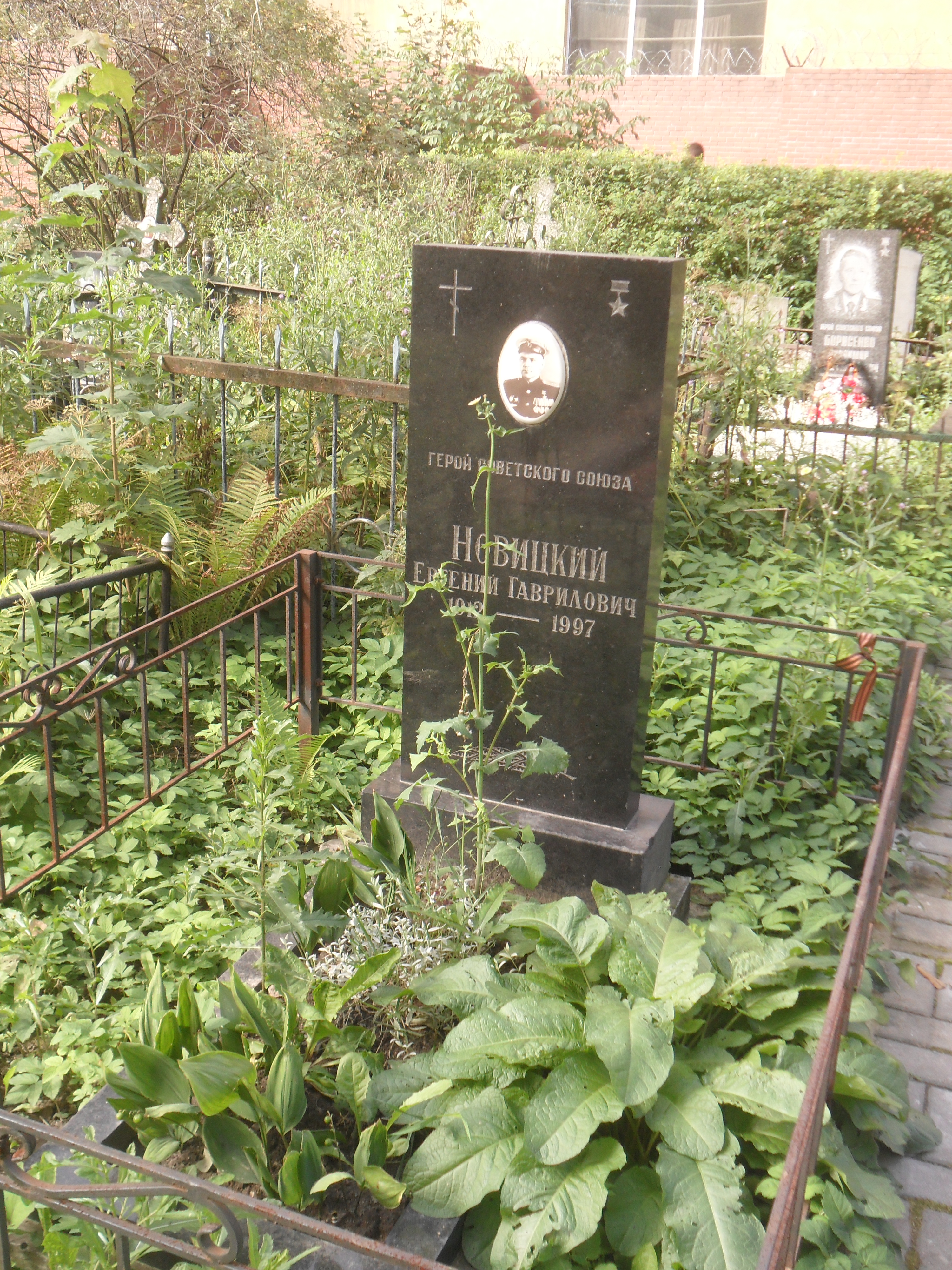
Могила Е. Г. Новицкого на Волковском православном кладбище Санкт-Петербурга.

Скончался 11 октября 1997 года. Похоронен на Волковском православном кладбище Санкт-Петербурга.

## Награды
- Медаль «Золотая Звезда» Героя Советского Союза № 5076 (6.03.1945).
- Орден Ленина (6.03.1945).
- Три ордена Красного Знамени (14.08.1942, 17.02.1944, …)[9].
- Орден Отечественной войны I степени (11.03.1985).
- Орден Красной Звезды (19.02.1942).
- Медаль «За оборону Ленинграда».
- Медаль «За взятие Кёнигсберга».
- Ряд других медалей СССР.

## Память
- Бюст Героя установлен на Аллее Героев Советского Союза в райцентре Чашники[10].